# Jean Coquelin
Cet article possède un paronyme, voir Jean Poquelin.
Camille Léon Jean Coquelin (Paris, 1er décembre 1865 - Couilly-Pont-aux-Dames, 1er octobre 1944) est un acteur français, fils de Coquelin aîné.

## Biographie
Il est l'élève de Mme Arnould Plessy et de Coquelin aîné, son père. Il suit ce dernier au cours d'une grande tournée en Europe, puis entre à la Comédie Française. Il débute dans Le Dépit amoureux, puis joue dans Thermidor et La Mégère apprivoisée.
Il entre ensuite au théâtre de la Renaissance, puis au théâtre de la Porte-Saint-Martin. Il assure ensuite la codirection du Théâtre de la Gaité aux côtés de Henry Hertz en 1907, puis devient directeur du Théâtre de la porte Saint-Martin en 1910 avec Henry Hertz, lors de la première de Chantecler d'Edmond Rostand.
Il se marie avec Blanche Miroir le 18 mai 1910 à Neuilly sur Seine. Ses témoins sont Edmond Rostand et Albert Carré, ceux de la mariée, Henry Hertz et Mme Michel. Ils sont les parents de Jean-Paul Coquelin, également acteur.

## Théâtre
- 1896 : Les Bienfaiteurs, comédie en 4 actes d'Eugène Brieux, mise en scène de Louis Péricaud (22 octobre) Théâtre de la Porte-Saint-Martin : Escaudain
- 1897 : Cyrano de Bergerac d'Edmond Rostand, Théâtre de la Porte-Saint-Martin
- 1899 : Les Misérables de Paul Meurice et Charles Hugo d'après Victor Hugo (27 décembre), Théâtre de la Porte-Saint-Martin
- 1900 : Cyrano de Bergerac d'Edmond Rostand, Théâtre de la Porte-Saint-Martin
- 1901 : Quo vadis ? de Emile Moreau, Théâtre de la Porte-Saint-Martin, Chilon Chilomidès
- 1906 : L'Attentat d'Alfred Capus et Lucien Descaves, Théâtre de la Gaîté-Lyrique
- 1910 : Chantecler, pièce en quatre actes d'Edmond Rostand, représentée pour la première fois le 7 février 1910 au théâtre de la Porte-Saint-Martin[3].
- 1912 : La Robe rouge d'Eugène Brieux, Théâtre de la Porte-Saint-Martin
- 1912 : Les Flambeaux de Henry Bataille, Théâtre de la Porte-Saint-Martin

## Filmographie
- 1925 : L'Abbé Constantin de Julien Duvivier - L'abbé Constantin
- 1927 : La Maison sans amour de Émilien Champetier
- 1930 : David Golder de Julien Duvivier - Fischel
- 1931 : Un chien qui rapporte de Jean Choux
- 1932 : Monsieur de Pourceaugnac de Gaston Ravel et Tony Lekain - Oronte
- 1932 : La Roche aux mouettes de Georges Monca - Le curé
- 1933 : L'Ami Fritz de Jacques de Baroncelli - Un célibataire
- 1936 : Faisons un rêve de Sacha Guitry - Un invité
- 1937 : La Chanson du souvenir de Serge de Poligny - Le bibliothécaire
- 1937 : Les Perles de la couronne de Sacha Guitry et Christian-Jaque - le vieux bourgeois
- 1938 : Café de Paris de Yves Mirande et Georges Lacombe - un trafiquant d’armes
- 1938 : La Fin du jour de Julien Duvivier - Delormel
- 1938 : Remontons les Champs-Élysées de Sacha Guitry - le médecin de Chauvelin
- 1942 : Caprices de Léo Joannon - Le vieux monsieur
- 1942 : Dernière aventure de Robert Péguy
- 1942 : Le Destin fabuleux de Désirée Clary de Sacha Guitry - Le greffier de la mairie
- 1943 : Le Comte de Monte Cristo de Robert Vernay - Le médecin
- 1943 : La Main du diable de Maurice Tourneur - Le notaire